# MITバッグ模型
MITバッグ模型（MITバッグもけい、MIT bag model）あるいは単にバッグ模型とは、ハドロンの性質を記述するモデルのひとつである。1974年にMITの研究者グループによって初めて提唱された。

## 概要
ハドロンの内部に存在するクォークは閉じ込めによって単独で取り出すことができないが、これはクォーク間に働く近距離力が十分弱く、一方で長距離力が非常に強いためだと考えられる。これより、ある距離以内の領域は結合定数が十分小さいために摂動論によって記述できるが、それ以上の長距離的な相互作用が存在する領域では摂動論は適用不可能となる。この長さはハドロンの大きさ程度（~1 fm）と予想され、MITバッグ模型では、この長さを境界として摂動的な領域から非摂動的な領域へ不連続に移行すると仮定する。すなわち、バッグの内部においては摂動論が可能であるが、バッグの外部では非摂動論的な物理的真空が広がっていると考える。
バッグ外部の非摂動論的真空のエネルギー密度は、バッグ内部の摂動論的真空よりも低くなっている。一方、バッグ外部の真空の圧力はバッグ内部の真空の圧力より高くなっているため、外部から境界に掛かる真空の圧力と内部から境界に掛かる真空の圧力＋パートンの運動エネルギーによる圧力が釣り合い、この状態を現実の基底状態とする。
バッグ内部のエネルギーは摂動論的真空のエネルギーとパートンの運動エネルギーから構成され、クォークやグルーオン間に働く相互作用やカシミアエネルギーを補正項として加えることで、より現実的なモデルに近づけることができる。

## 境界条件
MITバッグ模型では、クォークの閉じ込めを再現するために、バッグの外部でベクトルカレントが消失するような空間的な境界条件を課す。すなわち、バッグの表面において
{\displaystyle n^{\mu }{\bar {\psi }}\gamma _{\mu }\psi =0}
を仮定する。ここで、nμ は単位球を表す空間成分のみを持ち、時間成分がゼロの4元ベクトルである。
あるいは、
{\displaystyle in^{\mu }\gamma _{\mu }\psi =\psi \,}
{\displaystyle {\bar {\psi }}in^{\mu }\gamma _{\mu }=-{\bar {\psi }}\,}
という条件を仮定すれば、
{\displaystyle in^{\mu }{\bar {\psi }}\gamma _{\mu }\psi =(in^{\mu }\gamma _{\mu })^{2}{\bar {\psi }}\psi =-(in^{\mu }\gamma _{\mu })^{2}{\bar {\psi }}\psi }
であるから、前述の条件式が自然と現れる。

## ハドロンの質量と半径
MITバッグ模型の境界条件に基づいて計算を行うと、クォーク質量がゼロの場合のバッグ内部のエネルギーは以下のように表せる。
{\displaystyle E_{\mathrm {h} }=VB+{\frac {n_{\mathrm {q} }x}{R}}}
ここで、R はバッグの半径、V = 4πR3/3 はバッグの体積、nq はクォーク数（バリオンの場合は3）である。B はバッグ定数と呼ばれ、ハドロン質量の実験値からフィットされた値として B1/4 ∼ 220 MeV が知られている。x は境界条件を課したことで生じる離散的な値で、ゼロ質量クォークを用いた基底状態では x = 2.04 である。
第1項はバッグ内部の摂動論的真空のエネルギーを表す。非摂動論的真空のエネルギーをゼロに固定すると、摂動論的真空のエネルギー密度は正定値 B > 0 をとり、そのエネルギーはバッグの体積 V を用いて BV と表せる。第2項はパートン（ここでは、質量ゼロのクォーク）の運動エネルギーを表す。相対論的に運動しているパートンの運動エネルギーは自然単位系で E ≃ p ≃ 1/2R と近似できるから、現象論的な解釈からも妥当な結果である。
上式を R で微分し、エネルギーを最小値とする半径 R を求めると、ハドロンの半径は
{\displaystyle R_{\mathrm {h} }=\left({\frac {n_{q}x}{4\pi B}}\right)^{1/4}}
となる。このときの最小エネルギーがハドロンの質量となる。
{\displaystyle M_{\mathrm {h} }={\frac {4}{3}}\left(4\pi Bn_{q}^{3}x^{3}\right)^{1/4}}